# 日佐分屋
日佐分屋または曰佐分屋（おさふむおく、生没年不詳）は、百済官吏。日本人であるが、百済王権に仕えた倭系百済官僚。官位は「施徳」。

## 概要
日佐氏（曰佐氏）は、『新撰姓氏録』によると、漢高祖の後裔。日佐氏（曰佐氏）は訳語氏とも記述されることから、訳語としての職掌に基づいて王権から日佐（曰佐）というカバネを授けられたとみられ、日佐氏（曰佐氏）の多くは中国系渡来人とみられる。
544年2月に「施徳」馬武や「施徳」斯那奴次酒と共に、伽耶連合の再建と百済と倭国との間の外交懸念に関する百済聖明王の意思を伝達した百済使者・高分屋と日佐（曰佐）分屋とを同一人物とする指摘がある。

## 史料
554年、百済は木刕文次、日佐（曰佐）分屋らを筑紫国に遣わして、「今年の役は以前より危険でありますので、どうか軍の派遣は正月に間に合うようにお願いします」と内臣や佐伯連らに援軍を要請した。内臣らは勅を奉じて、「すぐに援軍の数一千・馬一百疋・船四十隻を遣わす」と返答した。